# 丙二酸二丙酯
丙二酸二丙酯是一种有机化合物，化学式为C9H16O4。它可由丙二酸和丙醇的酯化反应或丙二酸二甲酯和丙醇的酯交换反应制得。它和氢氧化钾或氢氧化钠的四氢呋喃水溶液在0 °C反应，可以得到O-丙基丙二酸钾（钠），酸化后得到丙二酸单丙酯。